# Zákány István
Zákány István (eredeti neve: Csala István; mexikói neve: Esteban Csala de Zákány) (Szeged, 1833. – Sinaloa, Mexikó, 1888.) magyar, olasz, amerikai és mexikói szabadságharcos.

## Élete
Apja Csala József. Zákány István az 1848-49-es szabadságharcban Perczel Mór hadtestében harcolt, később Damjanich János pirossapkásai között, az 1. vadászzászlóaljban teljesített szolgálatot hadnagyi beosztásban. A világosi fegyverletétel után Moldvában bujdosott. 1853-ban apja hívó leveleire hazalopakodott, de az osztrák zsandárok elfogták, 12 évre besorozták. Az itáliai harcok során átállt a Magyar Légióba, a Légió feloszlatása után is még harcolt a magyar segélyseregben Dél-Itáliában. Ahogy itt a harcok elcsendesedtek, áthajózott Amerikába, s bekapcsolódott az amerikai polgárháborúba az északiak oldalán. A polgárháborúban mint lovastiszt tett szert hírnévre. A polgárháború végén őrnagyként szerelt le.
Útja Mexikóba vezetett, a francia beavatkozók és I. Miksa mexikói császár zsoldosai ellen harcolt. Benito Juarez, a mexikói függetlenségi párt feje, szívesen fogadta Zákányt és a mexikói 3. gyalogezred parancsnokának nevezte ki. Ebben az ezredben ekkor már ott teljesített szolgálatot Bán Mihály Hajdú megyéből való főhadnagy. S teljesített ott még szolgálatot vagy 50-60 főnyi kaliforniai magyar, akik szintén a magyar szabadságharc bukása után emigráltak vagy az itáliai Magyar Légió feloszlatása után, részt vettek az amerikai polgárháborúban, majd Mexikó segítségére siettek. Névsoruk nem ismeretes, de még azt tudni lehet, hogy Hofman Ferenc Sonorában volt tüzértiszt.
Esteban Csala de Zákány még a harcok során megismerkedett egyik századosának, Diego Belleguerre nagybirtokos Mathilde nevű leányával. Zákány a leánnyal házasságot kötött, apjával pedig párbajt vívott. Belleguerre ekkor már a szervezkedő Díaz pártjához csatlakozott. Politikai okból menekülnie kellett, elkobzott birtokát Zákány kapta meg. Lovassági tábornokként és a mexikói hadsereg főszemlészeként 1883-ig teljesített szolgálatot. 50 éves korában, jóval Díaz hatalomra jutása után vonult nyugdíjba, s a továbbiakban gazdálkodással foglalkozott. A kaliforniai határhoz közeli birtokán, Sianolában gőzmalmot, cukorgyárat, aranyfejtő és dúsító üzemeket létesített. Békés gazdasági munkája nem sokáig tartott, mert 1888-ban egy koldusnak öltözött ember, aki vizet kért tőle, orvul lelőtte. A nyilvánvalóan politikai gyilkosság tettesét sokáig keresték, de majd csak 1893-ban sikerült elfogni, akkor is véletlenül. A gyilkos Santiago Miranda volt, aki 250 dollárért vállalta Zákány megölését, a veracruzi törvényszék az ügyben több halálos ítéletet hozott.